# Norbotnia
Norbotnia (en sueco, Norrbotten) es una de las 25 provincias históricas de Suecia (en sueco: landskap) situada en el noreste del país, en la región de Norrland, limitando al oeste con Lappland, al sur con Västerbotten y al este con Finlandia. Su nombre significa «Botnia norte».
En la actual organización territorial de Suecia no es una entidad administrativa solo cultural e histórica ya que está totalmente incluida en la actual provincia de Norbotnia, más amplia por contener también gran parte de la provincia histórica de la Laponia sueca. Su capital es Luleå.

## Historia
En la Edad Media Norbotnia era básicamente tierra de nadie. La zona estaba escasamente poblada por el pueblo lapón, que eran nómadas que se dedicaban a la ganadería del reno, la caza y la pesca. A partir de la Edad Media los reyes suecos se empeñaron en colonizar y cristianizar la región, enviando principalmente colonos procedentes de Finlandia. El grupo más importante era denominado birkarls, controlaba el comercio e incluso la recaudación de impuestos de la zona hasta el siglo XVI. Hasta la actualidad las minoría finesa y lapona siguen viviendo en la región manteniendo sus propias culturas y lengua.
Mediada la primera década del siglo XVI la región fue ligándose más firmemente a Suecia, pasando a constituirse las regiones de Västerbotten y Lappland dentro de la región septentrional de Suecia denominada Norrland. Tras la anexión por parte de Rusia en 1809 de parte de los territorios septentrionales de Suecia para formar el Gran Ducado de Finlandia se fundaron en 1810 las provincias históricas del territorio norte de Suecia con las nuevas fronteras creadas, estableciéndose Norbotnia en el territorio norte de lo que tradicionalmente había sido Västerbotten.